# Gran Premio de los Países Bajos de Motociclismo de 1970
El Gran Premio de los Países Bajos de Motociclismo de 1970 fue la quinta prueba de la temporada 1970 del Campeonato Mundial de Motociclismo. El Gran Premio se disputó el 27 de junio de 1970 en el Circuito de Assen.

## Resultados 500cc
En 500cc, la sorpresa al comienzo vino de Rob Bron, quien inicialmente no estaba registrado como B-internacional pero, sin embargo, se le permitió comenzar desde el decimoséptimo lugar con su Nimag-Selling de dos cilindros Suzuki T 500 pero inmediatamente tomó la delantera desde el principio. Giacomo Agostini (MV Agusta), sin embargo, rápidamente arregló las cosas y después de la primera vuelta, Bron ya había caído al quinto lugar. El segundo lugar fue peleado inicialmente por Paul Smart (Seeley) y Peter Williams (Matchless). Sin embargo, fueron superados por Angelo Bergamonti (Aermacchi Ala d'Oro 402), Alberto Pagani (LinTo) y Ginger Molloy (Kawasaki H 1 R). Pagani y Molloy lucharon hasta el final por el tercer lugar, que cayó en manos de Pagani. Bron pensó que su quinto lugar estaba a salvo y levantó los brazos en el aire antes del final. No debería haber hecho eso: Paul Smart pudo pasarlo justo en la línea de meta.
| Pos.    | Piloto              | Equipo    | Tiempo       | Pts. |
| ------- | ------------------- | --------- | ------------ | ---- |
| 1       | Giacomo Agostini    | MV Agusta | 1h 04' 34" 9 | 15   |
| 2       | Angelo Bergamonti   | Aermacchi | +1' 50" 3    | 12   |
| 3       | Alberto Pagani      | LinTo     | +2' 09" 1    | 10   |
| 4       | Ginger Molloy       | Kawasaki  | +2' 10" 3    | 8    |
| 5       | Paul Smart          | Seeley    | +2' 47" 2    | 6    |
| 6       | Rob Bron            | Suzuki    | +2' 47" 3    | 5    |
| 7       | Peter Williams      | Matchless | +2' 57" 4    | 4    |
| 8       | Ron Chandler        | Seeley    | +3' 02" 1    | 3    |
| 9       | Gyula Marsovszky    | Kawasaki  | +3' 22" 8    | 2    |
| 10      | Tommy Robb          | Seeley    | +1 Vuelta    | 1    |
| 11      | Malcolm Uphill      | Suzuki    | +1 Vuelta    |      |
| 12      | Dave Simmonds       | Kawasaki  | +1 Vuelta    |      |
| 13      | Terry Dennehy       | Honda     | +1 Vuelta    |      |
| 14      | Heinrich Rosenbusch | LinTo     | +1 Vuelta    |      |
| 15      | Bob Heath           | BSA       | +2 Vueltas   |      |
| Ret     | Jack Findlay        | Seeley    | Ret          |      |
| Ret     | Rex Butcher         | Metisse   | Ret          |      |
| Ret     | Billie Nelson       | Paton     | Ret          |      |
| Ret     | Gerhardt Heukeroth  | Benelli   | Ret          |      |
| Ret     | Ernst Hiller        | Kawasaki  | Ret          |      |
| Ret     | John Dodds          | LinTo     | Ret          |      |
| Ret     | Karl Hoppe          | URS Fath  | Ret          |      |
| Ret     | Theo Louwes         | Kawasaki  | Ret          |      |
| Ret     | Lewis Young         | Honda     | Ret          |      |
| Ret     | Godfrey Nash        | Norton    | Ret          |      |
| Ret     | Martti Pesonen      | Yamaha    | Ret          |      |
| Ret     | Christian Ravel     | Kawasaki  | Ret          |      |
| Ret     | Roberto Gallina     | Paton     | Ret          |      |
| DNQ     | Keith Turner        | LinTo     | DNQ          |      |
| DNQ     | John Bestebreurtje  | LinTo     | DNQ          |      |
| DNQ     | Steve Ellis         | Matchless | DNQ          |      |
| DNQ     | Walter Schemann     | Yamaha    | DNQ          |      |
| Fuente: |                     |           |              |      |

## Resultados 350cc
Phil Read (Yamaha TR 2) fue el más rápido en el inicio de la carrera y Renzo Pasolini (Benelli 350 4C) y Giacomo Agostini (MV Agusta 350 3C) tuvieron serias dificultades para atraparlo pero lo hicieron en la tercera vuelta. A partir de ahí, Pasolini y Agostini se cambiaron de posición varias veces hasta que en la sexta vuelta, Pasolini, que aún sufría una lesión en el pie que había sufrido en Alemania, tuvo que dejar escapar a Agostini. Solo 12 de los 28 titulares llegaron a la meta.
| Pos. | Piloto             | Moto         | Tiempo       | Pts. |
| ---- | ------------------ | ------------ | ------------ | ---- |
| 1    | Giacomo Agostini   | MV Agusta    | 1h 03' 33" 8 | 15   |
| 2    | Renzo Pasolini     | Benelli      | +10"         | 12   |
| 3    | Phil Read          | Yamaha       | +1' 23" 6    | 10   |
| 4    | Kel Carruthers     | Yamaha       | +2' 49"      | 8    |
| 5    | Kent Andersson     | Yamaha       | +2' 56" 8    | 6    |
| 6    | Martti Pesonen     | Yamaha       | +3' 03" 4    | 5    |
| 7    | Karl Hoppe         | Yamaha       | +1 Vuelta    | 4    |
| 8    | Cliff Carr         | Yamaha       | +1 Vuelta    | 3    |
| 9    | Billie Nelson      | Yamaha       | +1 Vuelta    | 2    |
| 10   | Jim Curry          | Honda        | +1 Vuelta    | 1    |
| 11   | Hans-Dieter Görgen | Yamaha       | +1 Vuelta    |      |
| 12   | Gerhard Heukerott  | Benelli      | +2 giri      |      |
| Ret  | Rodney Gould       | Yamaha       | Ret          |      |
| Ret  | Silvio Grassetti   | Jawa         | Ret          |      |
| Ret  | Theo Bult          | Yamaha       | Ret          |      |
| Ret  | Bohumil Stasa      | CZ           | Ret          |      |
| Ret  | Tommy Robb         | Yamaha       | Ret          |      |
| Ret  | Jack Findlay       | Yamaha       | Ret          |      |
| Ret  | Hans Schmidt       | Yamaha       | Ret          |      |
| Ret  | Peter Williams     | Aermacchi    | Ret          |      |
| Ret  | Rex Butcher        | Yamaha       | Ret          |      |
| Ret  | Lewis Young        | Aermacchi    | Ret          |      |
| Ret  | Chas Mortimer      | Broad Yamaha | Ret          |      |
| Ret  | Derek Chatterton   | Chat Yamaha  | Ret          |      |
| Ret  | Gilberto Milani    | Aermacchi    | Ret          |      |
| Ret  | Walter Rungg       | Aermacchi    | Ret          |      |
| DNQ  | Theo Louwes        | Aermacchi    | DNQ          |      |
| DNQ  | Godfrey Nash       | Norton       | DNQ          |      |
| DNQ  | Tony Rutter        | Yamaha       | DNQ          |      |

## Resultados 250cc
En el cuarto de litro, lo más amargo fue que Kel Carruthers transitaba en la cabeza a dos vueltas antes del final cuando su Yamaha TD 2 se atascó. Chas Mortimer ni siquiera se pudo clasificar ya que sufrió mareos debido a una caída en los entrenamientos. Phil Read (Yamaha TD 2) salió el último, mientras que el grupo líder estaba formado por Carruthers, Commu y Rodney Gould (Yamaha TD 2). En la decimoquinta vuelta, Carruthers se retiró y Read ya se había acercado a Gould en 3 segundos, pero no pudo alcanzarlo. Jarno Saarinen (Yamaha) alcanzó su primer podio al ser tercero.
| Pos. | Piloto             | Moto          | Tiempo    | Pts. |
| ---- | ------------------ | ------------- | --------- | ---- |
| 1    | Rodney Gould       | Yamaha        | 56' 32" 9 | 15   |
| 2    | Phil Read          | Yamaha        | +3"       | 12   |
| 3    | Jarno Saarinen     | Yamaha        | +43" 5    | 10   |
| 4    | Dieter Braun       | MZ            | +48" 9    | 8    |
| 5    | Tony Rutter        | Yamaha        | +1' 23" 4 | 6    |
| 6    | Cees van Dongen    | Yamaha        | +1' 28" 6 | 5    |
| 7    | Börje Jansson      | Yamaha        | +1' 38" 6 | 4    |
| 8    | Theo Bult          | Yamaha        | +1' 42" 1 | 3    |
| 9    | Silvio Grassetti   | Yamaha        | +1' 42" 4 | 2    |
| 10   | Lothar John        | Yamaha        | +1' 43" 2 | 1    |
| 11   | Mick Chatterton    | Yamaha        | +1' 54" 3 |      |
| 12   | Cliff Carr         | Yamaha        | +2' 24" 5 |      |
| 13   | Walter Sommer      | Yamaha        |           |      |
| Ret  | Wil Hartog         | Yamaha        | Ret       |      |
| Ret  | Kent Andersson     | Yamaha        | Ret       |      |
| Ret  | Paul Smart         | Yamaha        | Ret       |      |
| Ret  | Günter Bartusch    | MZ            | Ret       |      |
| Ret  | Heinrich Rosenbaum | Yamaha        | Ret       |      |
| Ret  | Lázsló Szabó       | MZ            | Ret       |      |
| Ret  | Kel Carruthers     | Yamaha        | Ret       |      |
| Ret  | Leo Commu          | Yamaha        | Ret       |      |
| Ret  | Klaus Huber        | Yamaha        | Ret       |      |
| Ret  | Derek Chatterton   | Yamaha        | Ret       |      |
| Ret  | Bosse Granath      | Yamaha        | Ret       |      |
| Ret  | Eric Offenstadt    | Yamaha        | Ret       |      |
| Ret  | Ginger Molloy      | Yamaha        | Ret       |      |
| Ret  | Malcolm Uphill     | Crooks Suzuki | Ret       |      |
| Ret  | Marty Lunde        | Yamaha        | Ret       |      |
| DNQ  | Chas Mortimer      | Yamaha        | DNQ       |      |

## Resultados 125cc
En 125cc, Wil Hartog (Yamaha) comenzó muy bien y, saliendo desde la tercera fila, estuvo en cabeza durante una vuelta completa. Pero pronto fue superado por una gran cantidad de pilotos. Ángel Nieto (Derbi) comenzó a correr un poco más lejos de Dieter Braun. Aalt Toersen (con el segundo Suzuki RT 67) estaba en tercer lugar después de dos vueltas, con Angelo Bergamonti (Aermacchi Ala d'Oro 125) detrás de él. En la cuarta vuelta, la emoción desapareció. Nieto mantenía una gran ventaja sobre Braun, que estaba muy por delante del grupo de Toersen, Szabó (MZ RE 125), Simmonds (Kawasaki KA-1) y Bergamonti. Nieto tomó muchos riesgos innecesarios en el Stekkenwal y cayó, lo que le valió dos paradas en boxes y la victoria, dándosela a Braun. Dave Simmonds fue segundo y László Szabó, tercero.
| Pos. | Piloto             | Moto           | Tiempo    | Pts. |
| ---- | ------------------ | -------------- | --------- | ---- |
| 1    | Dieter Braun       | Suzuki         | 49' 06" 6 | 15   |
| 2    | Dave Simmonds      | Kawasaki       | +1' 03" 5 | 12   |
| 3    | László Szabó       | MZ             | +1' 16" 9 | 10   |
| 4    | Aalt Toersen       | Suzuki         | +1' 36" 2 | 8    |
| 5    | Toni Gruber        | Maico          | +1' 36" 4 | 6    |
| 6    | Börje Jansson      | Maico          | +2' 16" 7 | 5    |
| 7    | Jan de Vries       | MZ             | +2' 51" 3 | 4    |
| 8    | Jerry Lancaster    | Drixton-Yamaha | +2' 51" 7 | 3    |
| 9    | Walter Scheimann   | Villa          | +3' 04" 2 | 2    |
| 10   | Aad Droog          | Yamaha         | +3' 37" 4 | 1    |
| 11   | Herbert Mann       | MZ             | +1 Vuelta |      |
| 12   | Siegfried Lohmann  | MZ             | +1 Vuelta |      |
| 13   | Lothar John        | Yamaha         | +1 Vuelta |      |
| 14   | Ángel Nieto        | Derbi          | +1 Vuelta |      |
| Ret  | Angelo Bergamonti  | Aermacchi      | Ret       |      |
| Ret  | Wil Hartog         | Yamaha         | Ret       |      |
| Ret  | Cees van Dongen    | Yamaha         | Ret       |      |
| Ret  | Günter Bartusch    | MZ             | Ret       |      |
| Ret  | Wil Hartog         | Yamaha         | Ret       |      |
| Ret  | Jarno Saarinen     | Puch           | Ret       |      |
| Ret  | Salvador Cañellas  | Derbi          | Ret       |      |
| Ret  | John Dodds         | Aermacchi      | Ret       |      |
| Ret  | Gilberto Milani    | Aermacchi      | Ret       |      |
| Ret  | Walter Sommer      | Yamaha         | Ret       |      |
| Ret  | Manfred Bernsee    | Maico          | Ret       |      |
| Ret  | Derek Chatterton   | Yamaha         | Ret       |      |
| Ret  | Louis van Rijswijk | Yamaha         | Ret       |      |

## Resultados 50cc
En la categoría de 50cc, la Van Veen - Kreidler tenía un motor renovado con lubricación de bomba de aceite y rodamientos nuevos, con el que esperaban poder ofrecer batalla a Ángel Nieto y su Derbi. Aalt Toersen había rodado más rápido que el español al menos en tres segundos. En la carrera sin embargo, Toersen y Nieto se escaparon. Toersen se puso en cabeza pero en Bedeldijk rompió la palanca del freno de mano. Todavía podía continuar, pero su freno delantero era inservible. Pronto un grupo líder fue formado por Nieto, de Vries y Salvador Cañellas (Derbi), cruzaron la línea de meta en este orden.
| Pos. | Piloto            | Moto        | Tiempo    | Pts. |
| ---- | ----------------- | ----------- | --------- | ---- |
| 1    | Ángel Nieto       | Derbi       | 30' 23" 4 | 15   |
| 2    | Jan de Vries      | Kreidler    | +00" 3    | 12   |
| 3    | Salvador Cañellas | Derbi       | +00" 6    | 10   |
| 4    | Rudolf Kunz       | Kreidler    | +1' 09" 1 | 8    |
| 5    | Aalt Toersen      | Jamathi     | +1' 33"   | 6    |
| 6    | Gilberto Parlotti | Tomos       | +1' 43"   | 5    |
| 7    | Teunis Ramaker    | Kreidler    | +1' 59" 1 | 4    |
| 8    | Rob Bron          | Kreidler    | +2' 37" 8 | 3    |
| 9    | Ton Daleman       | Kreidler    | +2' 42" 3 | 2    |
| 10   | Jan Bruins        | Kreidler    | +2' 47" 2 | 1    |
| 11   | Harald Bartol     | Kreidler    | +3' 00" 9 |      |
| 12   | Ludwig Fassbender | Kreidler    | +3' 08"   |      |
| 13   | Gerhard Thurow    | Kreidler    | +3' 14" 1 |      |
| 14   | Ruud Ijpelaar     | DRM-Zündapp | +3' 28" 7 |      |
| 15   | Francis Hollebecq | Kreidler    | +3' 30" 9 |      |
| 16   | Martin Mijwaart   | Jamathi     | +3' 42" 3 |      |
| 17   | Jan Zoombelt      | Sachs       | +1 Vuelta |      |
| Ret  | Henk Foekema      | Kreidler    | Ret       |      |
| Ret  | Otello Buscherini | Itom        | Ret       |      |
| Ret  | Jos Schurgers     | Kreidler    | Ret       |      |
| Ret  | Siegfried Lohmann | Kreidler    | Ret       |      |
| DNQ  | Albert Koekkoek   | Kreidler    | DNQ       |      |
| DNQ  | Jan Warners       | Kreidler    | DNQ       |      |